# Ріпіченій-Векі
Ріпіченій-Векі (рум. Ripicenii Vechi) — село у повіті Ботошані в Румунії. Входить до складу комуни Ріпічень.
Село розташоване на відстані 399 км на північ від Бухареста, 42 км на північний схід від Ботошань, 95 км на північ від Ясс.